# 한전FMS
한전FMS 주식회사는 한국전력공사 전국 사업장에 대한 유지보수 및 관리, 청소·시설관리·보안 업무를 수행하는 한국전력공사의 자회사이다.

## 역사
2019년 3월 25일 정부의 비정규직의 정규직화 정책에 의해 설립된 한국전력공사의 자회사로서 한전의 시설 (지사, 변전소 등)의 관리서비스 제공을 주요 사업으로 영위하고 있으며, 회사 설립전 한전의 250여개의 사업장에서 개별 용역계약, 비정규직으로 운영되었던 청소, 시설관리 및 경비 업무 등이 회사로 일원화되었으며 직원들 역시 정규직으로 전환 채용되어 회사 발전을 위해 매진하고 있다.

## 논란
한전FMS의 노동자가 직장 내 괴롭힘을 회사에 신고했는데 회사는 신고자에게 퇴사를 종용하며 2차 가해를 하였고 이를 항의하는 노조 지회장을 폭행하는 사건이 있어 북부고용노동지청에서 직장내 괴롭힘 확정판결을 내렸지만 회사는 가해자에 대해 낮은 단계 징계로 사건을 무마하려 하여 논란이 있었다

## 사업
- 특수경비업, 시설경비업
- 건물위생관리업
- 건물(시설)관리
- 이상의 사업에 딸린사업
- 그 밖에 한국전력공사로부터 위탁받은 사업